# コールドプレイ
コールドプレイ（英語: Coldplay）は、イギリス・ロンドン出身ロックバンド。メンバーはユニヴァーシティ・カレッジ・ロンドン（UCL）の学生寮で出会ったクリス・マーティン（ボーカル）、ジョニー・バックランド（ギター）、ガイ・ベリーマン（ベース）、ウィル・チャンピオン（ドラムス）の4人で構成される。
1997年にバンドを結成し、複数回の改名を経て1998年にデビューEP、2000年にデビューアルバムをリリース。これまでリリースしたスタジオ・アルバム9作全てが全英アルバムチャートで1位を獲得している。特徴として、哀愁を帯びた美しいメロディー、繊細で壮麗なサウンド、叙情的で優しい歌声、メッセージ性に富む哲学的な歌詞、音楽性の変化や多彩さ、多幸感溢れるカラフルなライブなどが挙げられる。
21世紀のポピュラー音楽を象徴するアーティストの一つとして、世界中の音楽シーンに大きな影響を与えるとともに、多くの音楽家や文化人から称賛を受けている。
グラミー賞7回受賞（39回ノミネート）。
2016年から2017年にかけて開催されたワールドツアー『A Head Full of Dreams Tour』は、当時のコンサートツアー史上歴代3位の興行成績を記録した。現在の『Music of the Spheres World Tour』は、世界各地で動員数の記録を塗り替えるなど、大きな話題となっている。

## 概要

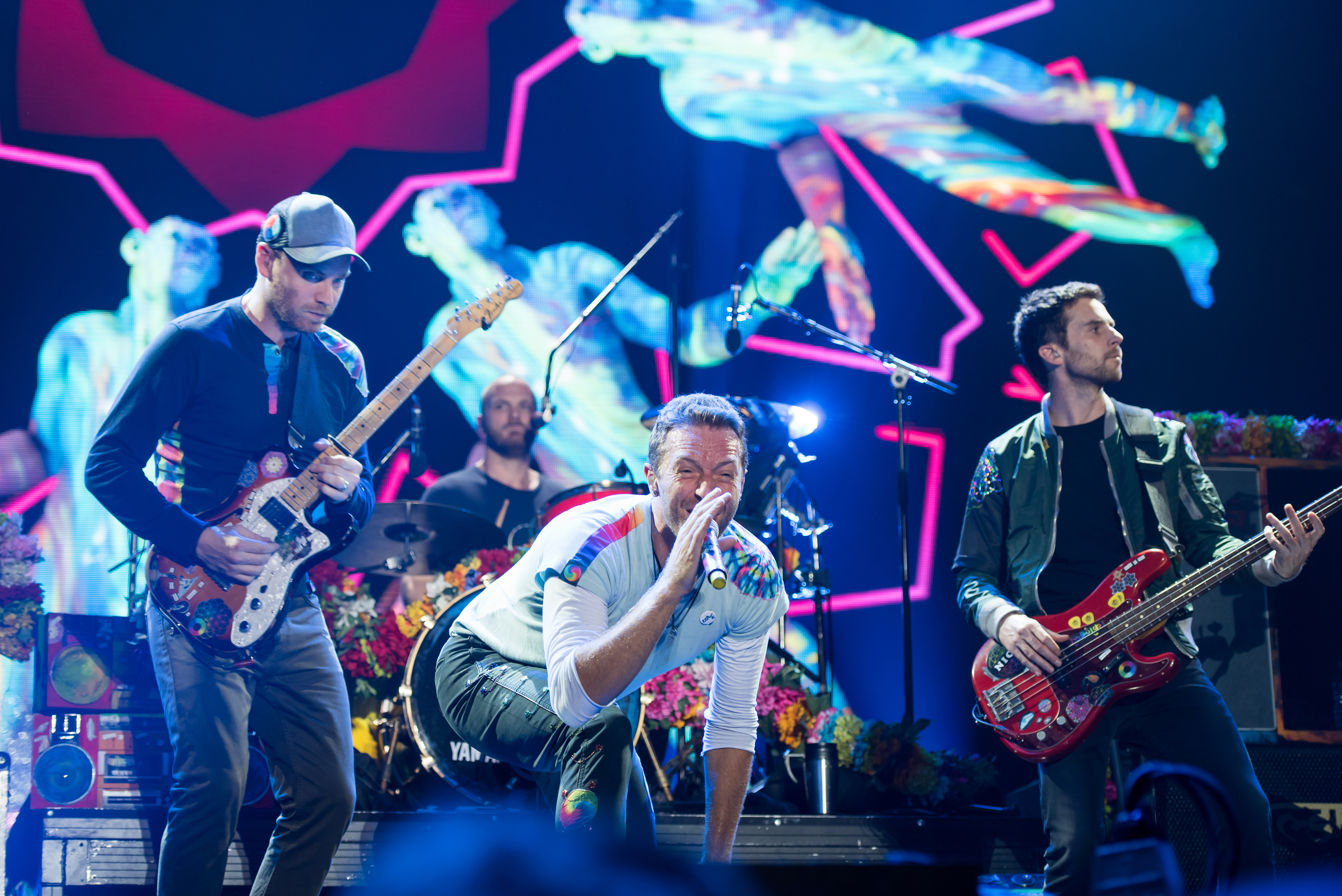
2017年のグローバル・シティズン・フェスティバル

1997年にロンドンで結成される。1998年に自主制作でデビューEP『Safety』をリリース。1999年にメジャーレーベルのパーロフォンと契約し、2000年にデビュー・アルバム『パラシューツ』をリリース。
ユニヴァーシティ・カレッジ・ロンドン（UCL）の学生寮ラムゼー・ホールで4人は知り合い、共に学生生活を過ごしながらバンド活動に打ち込んだ。現在まで同じメンバーで活動している。クリエイティブ・ディレクター（元マネージャー）のフィル・ハーヴェイは、クリス・マーティンの13歳からの親友であり、「5人目のメンバー」と呼ばれている。
バンド名は、フィリップ・ホーキーの『Childish Reflections, Cold Play』に由来している。Pectoralz、Big Fat Noises、Trombelese、Starfishなど、複数回の改名を経て「Coldplay」としてデビューした。
2000年、デビュー・アルバム『パラシューツ』とシングル「Yellow」の大ヒットにより世界的な成功を得た。2ndアルバム『静寂の世界』は前作に続き、グラミー賞の「最優秀オルタナティブ・アルバム賞」とブリット・アワードの「最優秀アルバム賞」を受賞した。3rdアルバム『X&Y』は2005年に世界で最も売れたアルバムとなった。
2008年には、4thアルバム『美しき生命』をリリースした。プロデューサーには、ブライアン・イーノやジョン・ホプキンス、Rik Simpsonらを迎えた。2008年に世界で最も売れたアルバムかつ2000年代に世界で最もダウンロードされたアルバムとなった。収録曲『美しき生命』は、アメリカのシングルチャートBillboard Hot 100と全英シングルチャートで初登場1位を獲得した。
2010年代には、5thアルバム『マイロ・ザイロト』、6thアルバム『ゴースト・ストーリーズ』、7thアルバム『A Head Full of Dreams』、8thアルバム『Everyday Life』をリリースした。アルバムごとに音楽性の大胆な変化が見られ、エレクトロニカ、EDM、R&B、ディスコ、ゴスペルなどを取り入れている。
2015年の7thアルバムのリリース後には、大規模ワールドツアー『A Head Full of Dreams Tour』が行なわれた。全122公演で約539万人を動員し、当時のコンサートツアー史上歴代3位の興行成績を記録した。
2018年には、20年間の軌跡を追ったドキュメンタリー映画『コールドプレイ：ア・ヘッド・フル・オブ・ドリームズ』（A Head Full of Dreams）が公開された。
2021年には、9thアルバム『ミュージック・オブ・ザ・スフィアーズ』（Music of the Spheres）をリリース。BTSとコラボした「My Universe」は、アメリカのシングルチャートBillboard Hot 100では初登場1位を記録した。2022年3月からワールドツアー『Music of the Spheres World Tour』を行っている。タイムズ誌が「史上最高のライブ」と評するなど、大きな話題となっている。
21世紀を代表する世界的なバンドである。2022年現在までにスタジオ・アルバムを9作リリースしている。総計1億枚以上のアルバムセールスを記録し、全てのアルバムが全英アルバムチャートで1位を獲得している。グラミー賞やブリット・アワードなどを多数受賞し、歴史上最も多く賞を受賞したグループの一つである。
コールドプレイは、U2、レディオヘッド、R.E.M.をはじめとする多くのアーティストに影響を受けている。様々なジャンルを横断し、ボーダレスに向かうポピュラー音楽の潮流を牽引している。ジャンルや人種の垣根を越えたコラボレーションも積極的に行っており、『エヴリデイ・ライフ』にはペルシア語の表記とサンプリング、『ミュージック・オブ・ザ・スフィアーズ』には韓国語の歌詞を含む楽曲を収録している。
最も影響力のあるアーティストの一つであり、世界中の数多くのアーティスト、バンド、アイドル、音楽プロデューサーなどから称賛を受けている。ライブの演出や取り組みも同様に、多くのアーティストによって採用されており、LEDリストバンドの使用などを普及させた。
映画やドラマ、スポーツといった現代のポップカルチャーとの関わりも深い。ロンドンパラリンピック閉会式のヘッドライナーやスーパーボウル50周年記念のハーフタイムショーのヘッドライナーを務めた。
コールドプレイは、フェアトレードやアムネスティ・インターナショナルなどの社会的・政治的運動を活発に支持している。グローバル・シティズン・フェスティヴァルでは、2015年から2030年までのキュレーターを任されている。「持続可能なツアー」「インクルーシブ＆アクセシブル」を目指し、地球環境や聴覚障害者に配慮したワールドツアーを行っている。

## 歴史

### 結成まで（1996年-1998年）

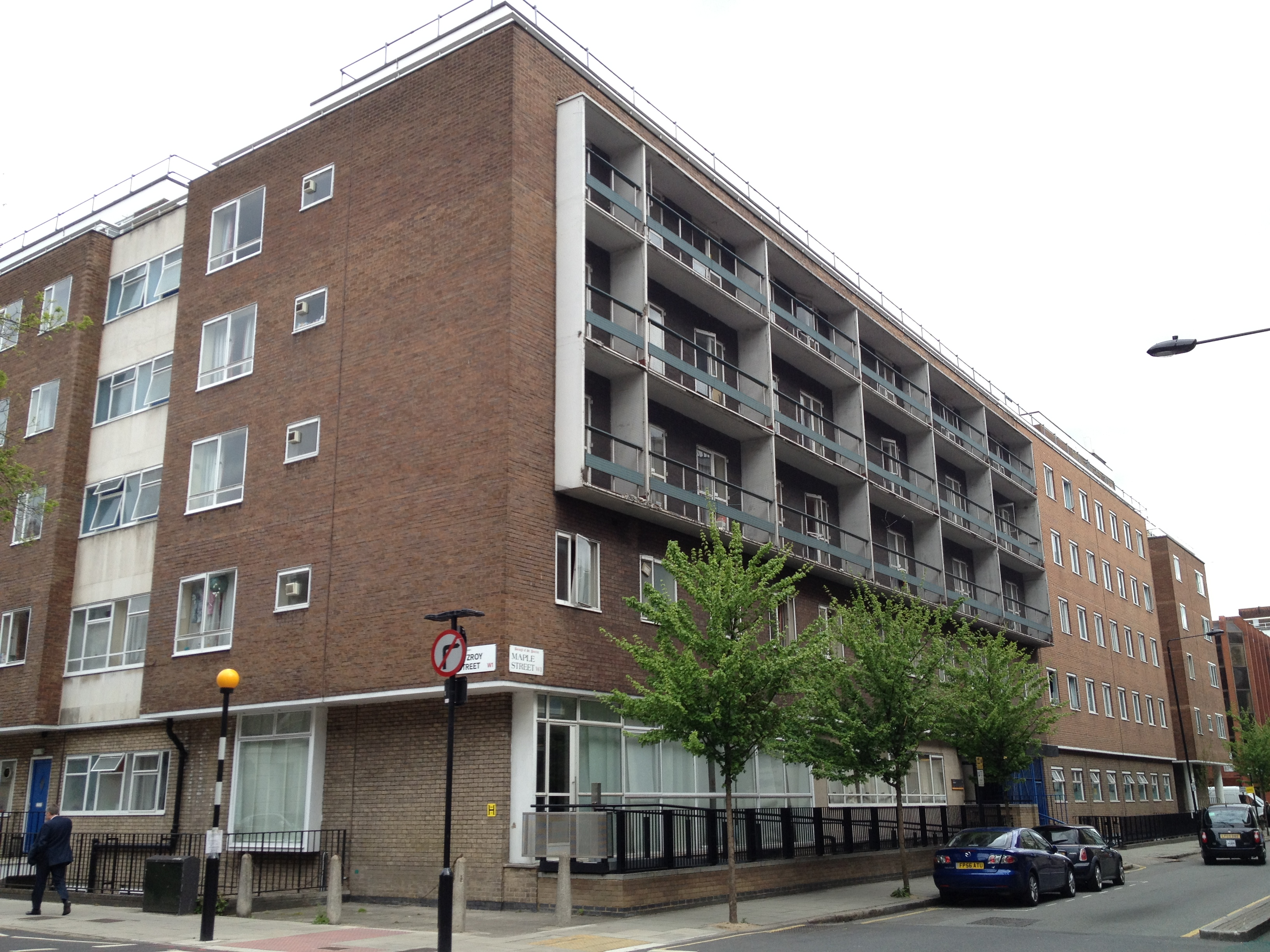
学生寮Ramsay Hall（2006年）

1996年9月、ユニヴァーシティ・カレッジ・ロンドン（UCL）の学生だったクリスとジョニーは、学年最初の週に学生寮のラムゼー・ホール（Ramsay Hall）で知り合い、その後1年間バンド結成の計画を練った。2人はPectoralzという名前でグループを結成し、1997年には一緒に最初の曲を書き始め、毎晩練習した。
同年ティム・ライス＝オクスリーに出会い、キーボードプレイヤーとして参加するように頼んだが、すでにキーンのメンバーとして活動していたために断られている。
その後、同じ学生寮に住むガイがベースとして仲間に加わり、バンド名はビッグ・ファット・ノイズ（Big Fat Noises）に変更された。クリスは、オックスフォード大学で西洋古典学を専攻していた旧友のフィル・ハーヴェイにバンドのマネージャーになるよう依頼した。「5人目のメンバー」とも呼ばれているフィルは、2002年までマネージャーを務め、2006年以降はクリエイティブ・ディレクターに就いている。
1998年初め、同じ学生寮に住んでいたウィルがドラマーとして加わり、現在のバンドの編成が完成した。ウィルがメンバーになった数日後にはローレル・ツリーでのデビューライブを予定していたため、「慌てて」バンド名をスターフィッシュ（Starfish）に改名した。多才なウィルは、すでにピアノやギター、ベース、ヴァイオリン、そしてティン・ホイッスルまでも演奏できたので、バンドに加わるとドラムに転向し、経験がほとんどなかったにもかかわらずすぐに習得してしまった。数週間後、同じ大学の学生だった友人ティム・クロンプトンから「コールドプレイ」というバンド名を譲り受け、自らのバンドの名前にした。

### インディーズ時代 (1998年-1999年)
コールドプレイは1998年5月にEP『Safety』をリリースする。このEPは500枚ほど生産されたが、その多くがメンバーの友人等の手に渡ったため、実際に販売されたのは50枚ほどとなった。さらに12月にはインディーズレーベルのFierce Pandaと契約し、翌1999年4月に、2月にたった4日間で収録を済ませていたEP『Brothers & Sisters』をリリースした。このEPはまず2500枚ほどが生産された。この頃になるとコールドプレイの曲はイギリスBBCのラジオ局Radio 1で流れ始め、次第にイギリス全土へと支持を広げていった。
1999年春にEMIの傘下パーロフォンと契約した。グラストンベリー・フェスティバルに初登場後、コールドプレイは新しいEPの製作に取り掛かる。『The Blue Room』と名づけられたEPは10月に5000枚がリリースされ、シングルカットされた『Bigger Stronger』はRadio 1で放送、知名度獲得の一助となった。その途中クリスとウィルがバンドの方針をめぐって喧嘩をしてしまう。その後和解するが、U2やR.E.M.のようなバンドを見習い、メンバー個人の尊重やドラッグをしないというバンドとしてのルールが決められた。ちなみに、ウィルの脱退騒動は、1stアルバム『パラシューツ』の収録曲「Trouble」のインスピレーションとなった。

### パラシューツ（1999年-2001年）

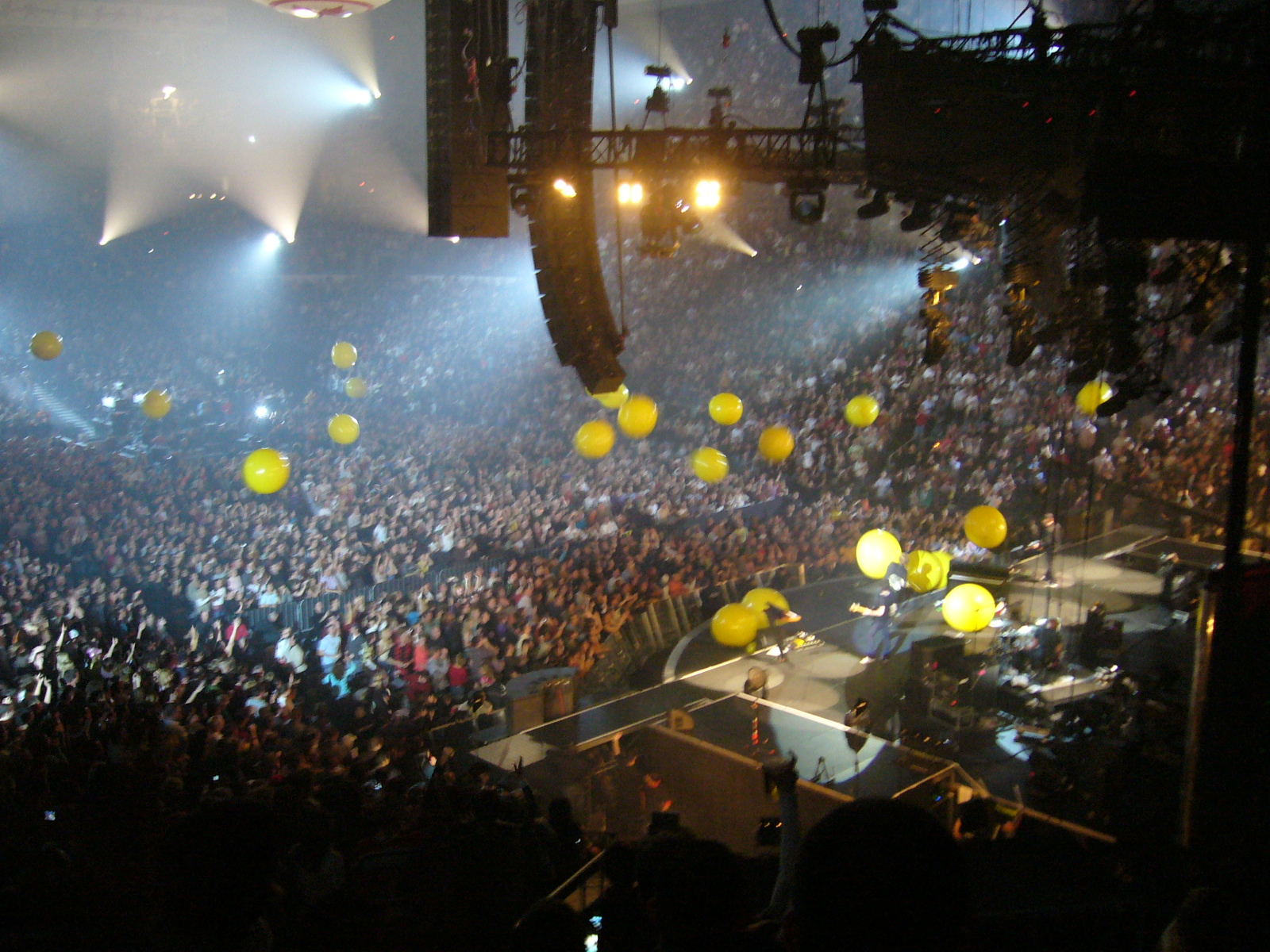
2000年のデビューアルバム『Parachutes』の収録曲『Yellow』を披露（2005年)

コールドプレイは1999年11月からデビューアルバムの製作に取り組んでいたが、発売に先立って2000年3月にシングル「Shiver」をリリースした。これが全英チャートトップ40に入り、このシングルで初めてMTVに登場した。続けて6月にリリースした「Yellow」は全英チャート4位に入り、注目を浴びる。さらに1stアルバム『パラシューツ』（Parachutes）をリリースし、ついに全英チャート1位を獲得する。パーロフォン側は4万枚程度のセールスを予想していたが、実際は2000年末までにイギリスだけで160万枚のセールスを記録した。そしてこのアルバムはマーキュリー賞などイギリスの数々の音楽賞を総なめにする。『パラシューツ』は『ザ・ベンズ』から『OKコンピューター』の頃のレディオヘッドから強い影響を受けている。
コールドプレイは2000年8月に日本でサマーソニックに出演。アメリカでは、「Yellow」や「Trouble」がラジオで流れ人気を博す。『パラシューツ』は11月にアメリカでも発売され、プロモーションのため全米ツアーを敢行する。このツアーはアメリカのクラブを回るものだったが、『サタデー・ナイト・ライブ』や『レイト・ナイト・ウィズ・コナン・オブライエン』、『レイト・ショー・ウィズ・デイヴィッド・レターマン』といったテレビ番組にも出演した。『パラシューツ』はビルボード誌において最高51位まで上がる。2002年には、グラミー賞の「最優秀オルタナティヴ・ミュージック・アルバム」を受賞した。

### 静寂の世界（2001年-2004年）

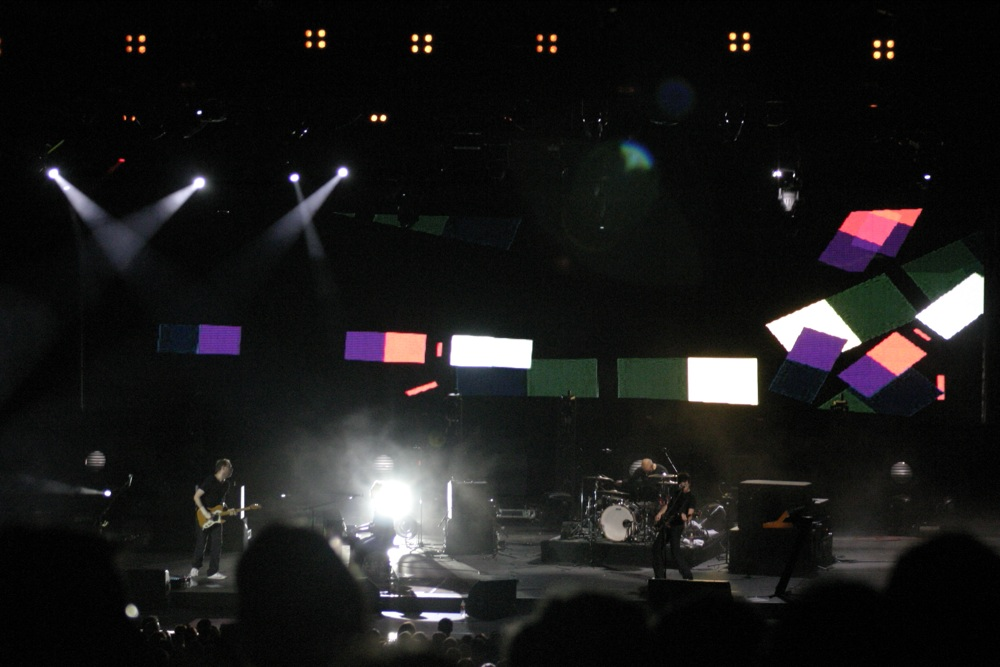
2002年の2ndアルバム『静寂の世界』の収録曲『Clocks』を披露（2005年)

2002年8月に2ndアルバム『静寂の世界』（A Rush of the Blood to the Head）をリリースした。オープニング・トラックの「Politik」はアメリカ同時多発テロ事件の数日後に書かれた。このアルバムで人気を博した「In My Place」、「クロックス（Clocks）」、そしてバラード曲である「The Scientist」といった数々の曲が生まれた。
バンドは2002年6月から2003年9月まで1年以上にわたってグラストンベリー・ロック・フェスティバルなどのロック・フェスを皮切りに、「A Rush of Blood to the Head Tour」を行った。このツアーで真のスタジアムバンドを確立するまでの過程が見られる。同時期に行われたU2のエレヴェイション・ツアーを彷彿とさせる、手の込んだ照明や個性的なスクリーンを多くの公演で採用した。延長公演のシドニー、Hordern Pavilionにおける公演でライブ2003のDVDとCDを収録した。このライブアルバムのプロモーション曲として新曲の「Moses」が選ばれた。この世界ツアーでは自らの曲だけでなく、アクアの「Barbie Girl」などのカバーも演奏した。2003年7月26日には日本のフジ・ロック・フェスティバルに出演した。
2003年12月にはローリング・ストーン誌の読者が選ぶその年のベスト・アーティストとベスト・アルバムに呼び名をあげられた。同時期にはバンドはプリテンダーズの1983年のヒット曲、「2000 miles」をカバーし公式サイトの配信でのみリリースした。楽曲は年間ダウンロードチャートの1位を飾り、セールスからの収益金はFuture Forestsや銃抑止キャンペーンといった慈善団体に寄付された。『静寂の世界』は第45回グラミー賞において「最優秀オルタナティヴ・ミュージック・アルバム」を含む二つの賞を受賞した。翌年の同賞では「クロックス」で「最優秀レコード賞」を受賞し、さらには2003年ローリング・ストーン誌が選ぶ偉大なロック・アルバム500枚の473位にランクインした。

### X&Y（2004年-2006年）
ツアーや3rdアルバムのレコーディングの休暇中も年中スポットライトを浴びていたように、2004年は完全にコールドプレイ・イヤーとなった。2004年から新しいアルバムの製作に取り掛かったが、思ったような曲ができなかった（メンバー自身が後に振り返っている）。そこで気分転換のため、メンバーが一緒に過ごす時間を増やしたという。この3rdアルバムの他のアーティストからの影響については、ガイが「デヴィッド・ボウイ、ブライアン・イーノ、ピンク・フロイドからデペッシュ・モード、ケイト・ブッシュ、クラフトワーク、そして常に聞くようにしているのだがU2まで、さまざまなアーティストの曲を聞いた」と後に語っている。

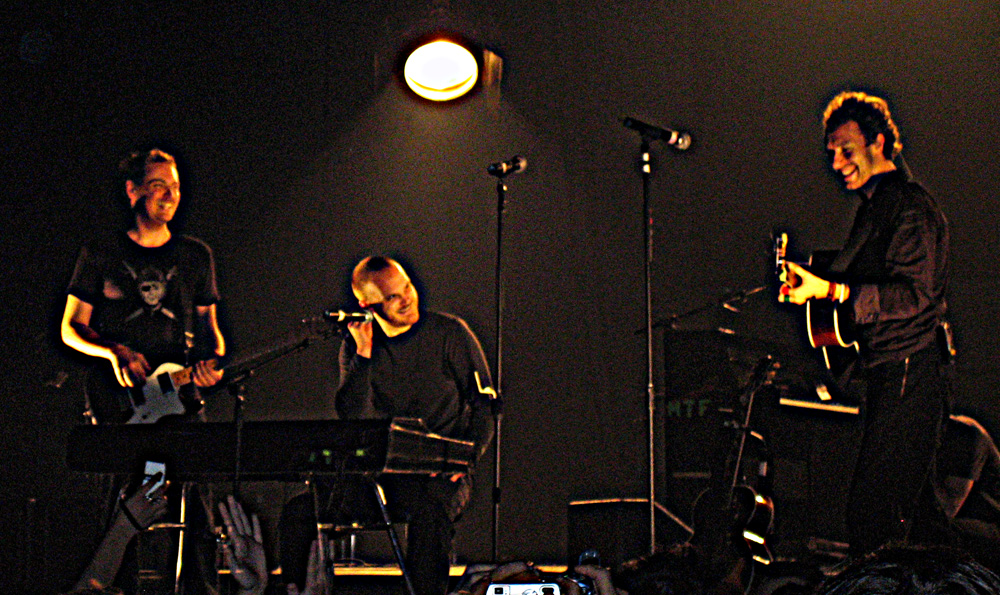
『Twisted Logic Tour』のバルセロナ公演（2005年）

バンドの3枚目のアルバム、『X&Y』は前作と同様に日本で先行リリースされ、本国イギリスでは2005年6月6日にリリースされた。このアルバムは発売が遅れたので、所属するEMIの次年度に経常収支が引き継がれ、EMIの株価が大幅に下がってしまった。結局は全世界で830万枚を売り上げ、2005年に最も売れたアルバムとなった。先行シングルである「スピード・オブ・サウンド（Speed Of Sound）」は4月18日にラジオやネット配信で解禁となり、2005年5月23日にCDフォーマットでリリースされた。『X&Y』は28ヶ国で初登場1位を獲得し、イギリスのチャート史において最も早く売れたアルバム第3位となる（ちなみに第1位はオアシス、1997年のアルバム『Be Here Now』）。同アルバムからのシングルカット曲「フィックス・ユー（Fix You）」、「トーク（Talk）」はそれぞれ同年9月、12月に発売された。2006年5月にはシングルカット曲「ザ・ハーデスト・パート（The Hardest Part）」をイギリス以外の各国でリリースした。X&Yに対する批評家の反応は肯定的なものも多かったが、ネガティブな評価を下すメディアも存在した。ニューヨーク・タイムズ紙は「この十年でもっとも気にくわないバンド」と酷評した。
2005年6月から2006年7月にかけて、コールドプレイはグラストンベリー・フェスティバル含む「Twisted Logic Tour」という世界ツアーを行った。そして初の単独日本公演である7月18日・19日の日本武道館公演でこのツアーが終了した。
2006年2月にコールドプレイは『X&Y』でブリット賞「ベスト・アルバム賞」、「スピード・オブ・サウンド」で同賞「ベスト・シングル賞」を受賞した。その授賞式でクリスが前述のバンドを批判し続ける人々に向け、自虐まじりで「みんな、僕達にうんざりしてるだろ、僕達もだ。これから何年もの間僕達を見ることはないだろう。」と発言し、解散説が流れたが、本人たちは否定している。

### 美しき生命（2006年-2009年）
2006年12月初旬、バンドはブライアン・イーノ、マーカス・ドラヴスをプロデューサーに迎え、4枚目となるスタジオ・アルバム『美しき生命』（Viva la Vida or Death and All His Friends）のレコーディングにとりかかり始めた。この二人に加え、ティンバランドとのコラボレートの予定もあったという。バンドはこの後しばしのレコーディング休暇をとるが2007年初頭、チリやアルゼンチン、ブラジル、メキシコでのバンド初となる南米ツアーが敢行された。ツアー中には南米各地の教会などでアルバム収録を行っている。

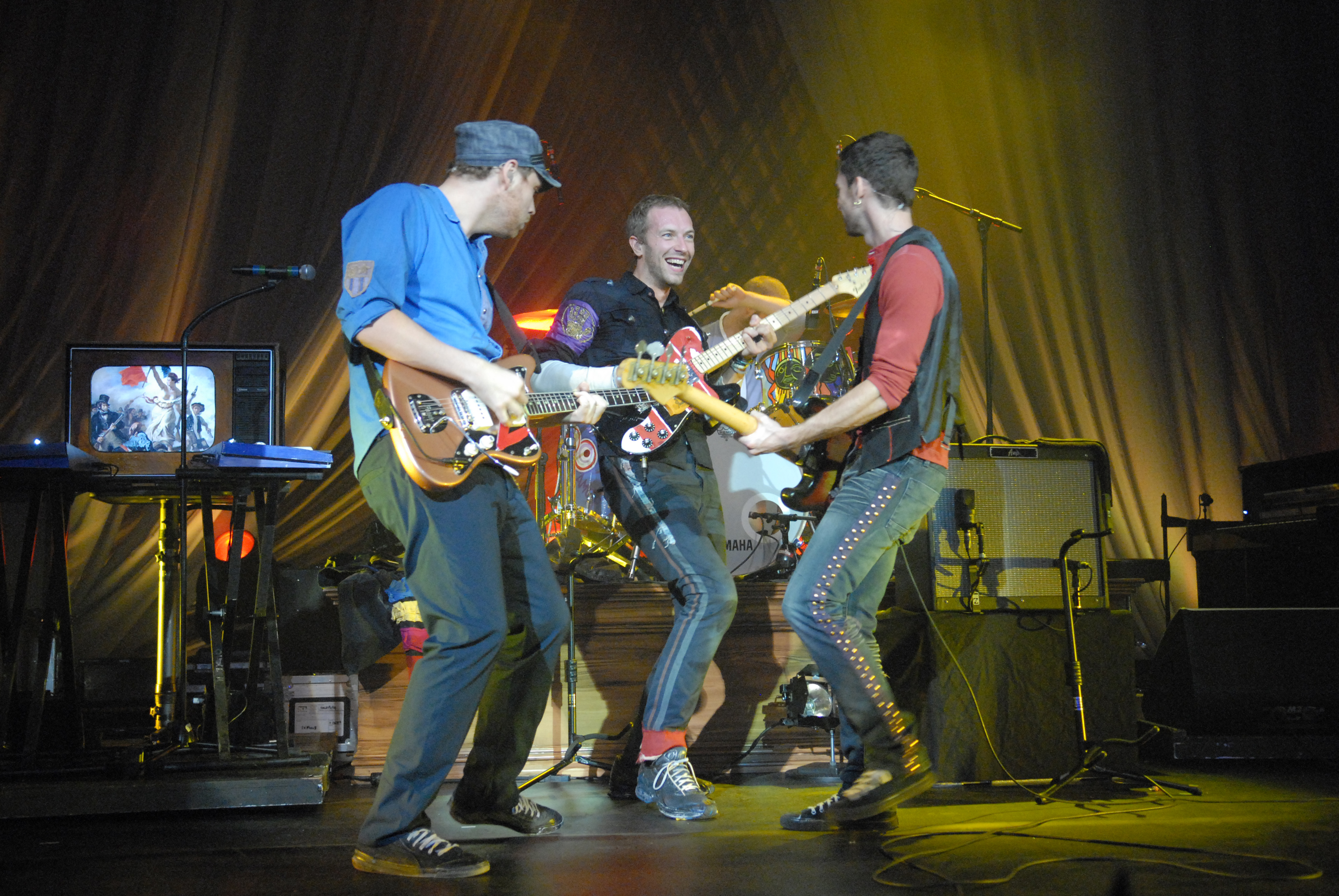
ニューヨークのハマースタイン・ボールルーム公演（2008年）

『美しき生命（VIVA LA VIDA）』はコールドプレイの新しい境地。」とクリスは語る。過去三枚のアルバムを「三部作」とし、「これまでとはまた違う変化を持たせた。ファルセットを抑え、ヴォーカルの位置づけを下げることを最優先に考えた。例えばディストーション・リフを用い、ブルージーな低いトーンのヴォーカル、『ヴァイオレット・ヒル』がある。」としている。「ヴァイオレット・ヒル（Violet Hill）」はリード・シングルとして2008年4月29日にラジオ・オン・エアーとなった。ラジオでの解禁後、公式サイトから同シングルが1週間、フリーで配信となり200万ダウンロードを達成した。UKチャートではトップ10入り、USではトップ40入りのチャートアクションと健闘するが、セカンド・シングル「美しき生命（Viva La Vida）」はiTunesからのみ解禁となり、Billboard Hot 100では堂々1位を獲得、UKでもダウンロードチャート1位を獲得した。6月16日、コールドプレイはロンドン、ブリクストン・アカデミーでの45分間、二日間連続のフリーライブを皮切りにViva la Vida Tourを始めた。このパフォーマンスはBBCテレビセンターからテレビ放送された。
6月15日、アルバム『美しき生命』はリリースからたった3日でUKチャートNo.1を獲得した。
2009年初頭、ブリット・アワード（BRIT Awards）にて、シングル「Viva La Vida」で「British Single」、アルバム『Viva La Vida or Death And All His Friends』で「British Album」、バンド本体で「British Group」など計4つの賞にノミネートした。また、第51回グラミー賞では楽曲「Viva La Vida」で「最優秀楽曲賞」、アルバム「Viva La Vida or Death And All His Friends」で「最優秀ロック・アルバム」など計3つの賞を勝ち取った。

### マイロ・ザイロト（2009年-2012年）
2009年末、再びブライアン・イーノと共同し5枚目となるスタジオ・アルバムのレコーディングを開始した。プロデューサーには、前作『美しき生命』でも携わったマーカス・ドラヴス、リック・シンプソンに加え、新たにダニエル・グリーンを迎えている。
2010年12月1日にはクリスマスに向けたシングル「クリスマス・ライツ（Christmas Lights）」（5枚目のスタジオ・アルバムには未収録）をリリース、全英13位、全米25位を記録し、メディアからは多くの高い評価も得た。
2011年6月、5thスタジオ・アルバム『マイロ・ザイロト』（Mylo Xyloto）からのリード・シングルとして「ウォーターフォール 〜一粒の涙は滝のごとく（Every Teardrop Is A Waterfall）」をリリースした。全英シングルチャートで6位、全米ビルボード・ホット100で14位を記録、イギリスを含む15カ国以上でトップ10入りを果たした。また、同曲は2012年5月公開の映画『宇宙兄弟』の主題歌に起用されている。同年9月にはセカンド・シングル「パラダイス」をリリース。

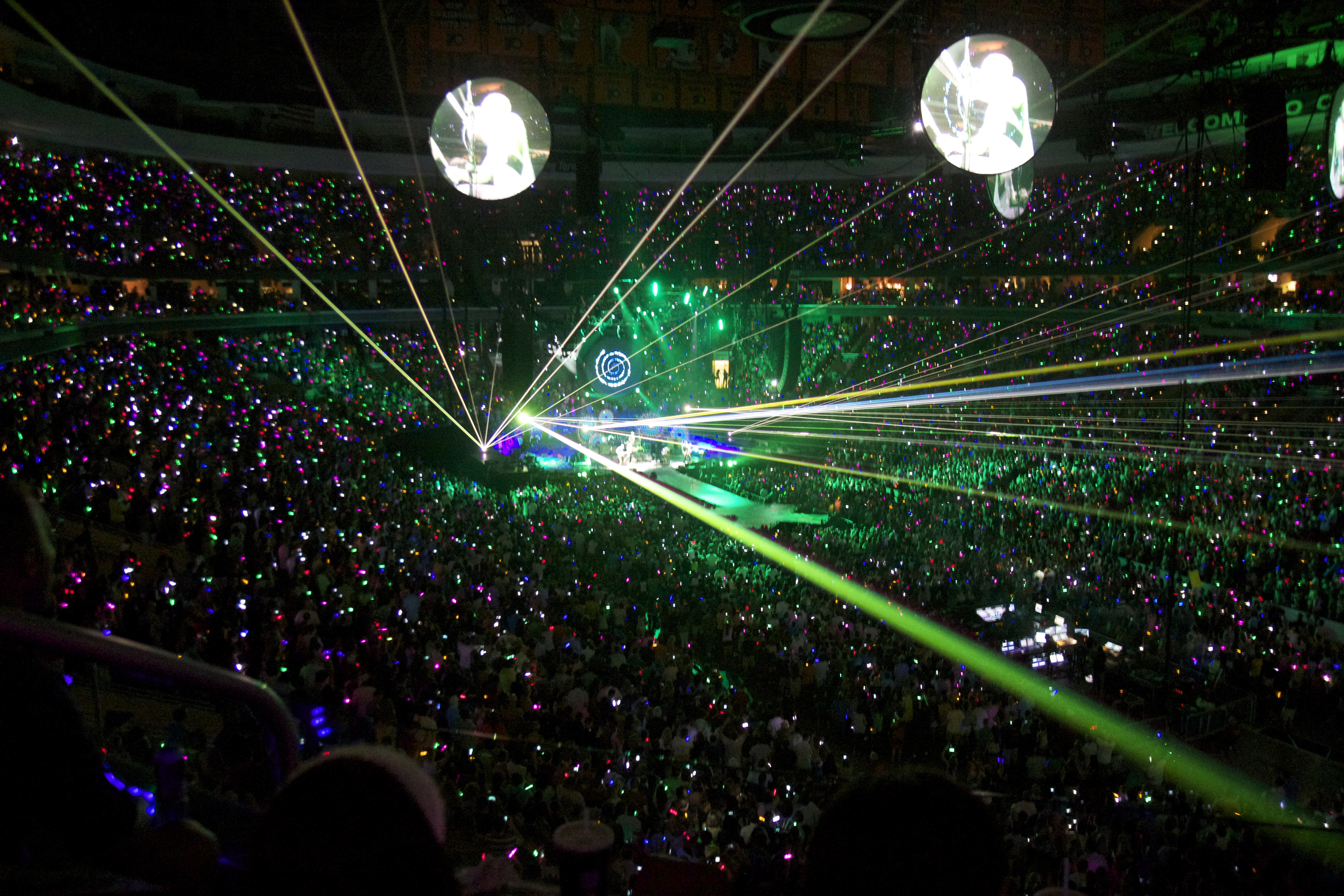
『Mylo Xyloto Tour』のフィラデルフィア公演（2012年）

5thアルバム『マイロ・ザイロト(MX)』は日本先行で2011年10月19日、イギリスを含む全世界で同年10月24日にリリースされ、全英アルバムチャート及び全米アルバムチャート、またカナダやオーストラリアなど数ヶ国で初登場1位を記録した。また、これによりコールドプレイは、ビートルズ、オアシスに次いで史上3番目のデビューからアルバム5作品連続で初登場1位を獲得したバンドグループとして名を連ねることとなった。さらに、2012年に入ると、セカンド・シングル「パラダイス」がリリースから約4ヵ月後にしてバンド2枚目となる全英シングルチャート1位に輝いた。同曲はアルバム『マイロ・ザイロト』、楽曲「ウォーターフォール 〜一粒の涙は滝のごとく」とともに第54回グラミー賞にノミネートしている。
2011年10月19日にApple本社で行われたスティーブ・ジョブズの社内追悼式では楽曲を演奏した。
2012年9月9日に行われたロンドン・パラリンピック閉幕式典ではヘッドライナーを務めた。ジェイ・Zとリアーナも特別ゲストとして出演した。コールドプレイは、ジェイ・Zとはコールドプレイの楽曲「Paradise」、リアーナとはコールドプレイの楽曲「Princess of China」とリアーナの楽曲「We Found Love」でコラボし、さらに三者でジェイ・Zの楽曲「Run This Town」を披露した。コールドプレイは15曲以上の楽曲を披露し、最後に「Every Teardrop Is A Waterfall」を演奏してロンドンパラリンピック及びロンドンオリンピックの最後を締めた。

### ゴースト・ストーリーズ（2013年-2014年）
2013年11月（日本では12月）に公開の映画『ハンガー・ゲーム2』の公式主題歌として新曲「Atlas」を書き下ろし、同映画のサウンドトラックにも収録された。
2014年2月、突如6thアルバムからの新曲「Midnight」をPVとともに発表し、間もなくして3月には6枚目となるアルバム『ゴースト・ストーリーズ』（Ghost Stories）のリリースおよび先行シングル「マジック（Magic）」を発表した。
アルバムのプロデューサーとしてダニエル・グリーン、リック・シンプソン、ジョン・ホプキンスらに加えて、ポール・エプワースを迎えた。
2014年5月に全世界でリリースされた6thアルバム『ゴースト・ストーリーズ』は、本国イギリスやアメリカを始め世界20ヶ国以上で1位を記録した。また、本作は第57回グラミー賞の最優秀ポップ・ボーカル・アルバムにノミネートしている。
2014年6月12日に約3年ぶりに来日し、TOKYO DOME CITY HALLにてライヴを行った。この模様はJ-WAVEで生中継された。その翌日には、音楽番組『ミュージックステーション』に出演し、コ・プロデューサーとしてアヴィーチーを起用した楽曲「ア・スカイ・フル・オブ・スターズ」を、「美しき生命」とともに披露した。
2014年12月には再び、アンジェリーナ・ジョリー製作・監督の映画『不屈の男 アンブロークン』（同年12月25日アメリカ公開）の為に楽曲「Miracles」を書き下ろし、シングルおよび同映画のサウンドトラックとともにリリースされた。

### ア・ヘッド・フル・オブ・ドリームズ（2015年-2018年）
2015年11月、前作『ゴースト・ストーリーズ』から僅か1年と7ヶ月ぶりにリリース予定の7thアルバムに向けたリード・シングル「アドヴェンチャー・オブ・ア・ライフタイム（Adventure Of A Lifetime）」を発表し、同年12月4日に7thアルバム『ア・ヘッド・フル・オブ・ドリームズ』（A Head Full of Dreams）を、日本も含めた全世界で同時リリースした。プロデューサーには、前作に引き続き長年コールドプレイの作品に携わっているリック・シンプソンらに加え、ノルウェーのプロダクション・チーム、スターゲイトを迎えている。また、ビヨンセやトーヴ・ロー、ノエル・ギャラガーなど多数のゲスト・ミュージシャンを迎え、さらにはクリスの前妻であるグウィネス・パルトロウ、間接的ではあるが米大統領のバラク・オバマも参加している。
クリス曰く、今作は前作『ゴースト・ストーリーズ』とのいわゆる「連作」であり、前作が陰を表し内省的な内容であるのに対し、今作『ア・ヘッド・フル・オブ・ドリームズ』は陽を表し意欲的な内容であるという。
一方アルバムは、本国イギリスを始めアメリカやカナダ、オーストラリア、イタリア、スイスなどで初登場2位、ドイツやアイルランド、ポルトガル、スウェーデンなどで初登場3位と、多くの国で初登場1位を逃した。そのほとんどでコールドプレイを退け、初登場1位を獲得したのは同時期に発売されたアデルの『25』であった。
2016年2月、アメリカ合衆国の国民的行事である第50回スーパーボウルにおいて、ブルーノ・マーズ、ビヨンセとともにハーフタイムショーを行った。ジャンルや人種、性別の垣根を越えた世界的アーティストの共演および過去の音楽史を振り返るような構成で好評を博した。このパフォーマンスの数日後、アルバム『ア・ヘッド・フル・オブ・ドリームズ』は発売約2ヵ月後にして見事全英1位に返り咲いた。

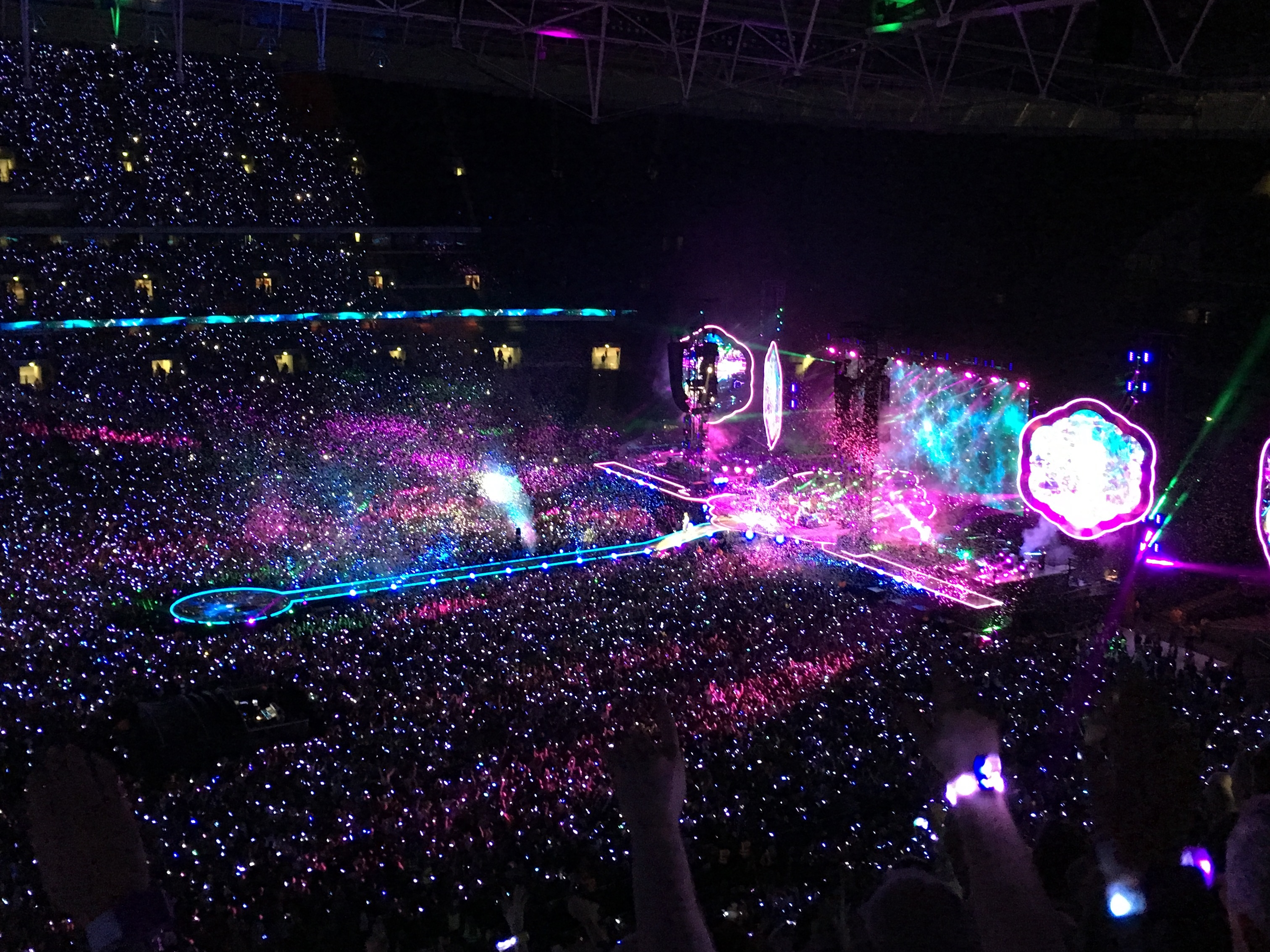
『A Head Full of Dreams Tour 』のウェンブリー・スタジアム公演（2016年）

2016年から2017年まで開催された『A Head Full of Dreams Tour』は興行収益5億2303万ドル以上、総動員数538万9586人となり、「史上最も成功したコンサートツアー」で当時の3位にランクインした。2017年4月19日には、キャリア初となる東京ドームにて約3年ぶりの来日公演を行った。
2017年2月22日に、ザ・チェインスモーカーズとのコラボ楽曲「サムシング・ジャスト・ライク・ディス（Something Just Like This）」をリリース。同年7月14日には、7thアルバム『ア・ヘッド・フル・オブ・ドリームズ』の兄弟盤として13作目のEP『カレイドスコープ EP』（Kaleidoscope EP）をリリースした。楽曲とEPはそれぞれ2018年のグラミー賞にノミネートした。
2018年11月14日に、バンドの20周年を記念してドキュメンタリー映画『コールドプレイ：ア・ヘッド・フル・オブ・ドリームズ』（A Head Full of Dreams）が映画館で1日限定で公開され、2日後にAmazonプライム・ビデオで配信がスタートした。バンドを結成した大学生時代から現在までの軌跡をまとめた映画となっている。同年には、書籍『LIFE IN TECHNICOLOR A CELEBRATION OF COLDPLAY』も発売された。
同年12月7日に、ライブアルバム『Live in Buenos Aires』『Live in Tokyo』をリリースした。
同年11月30日に、Los Unidades名義で『Global Citizen – EP 1 』をリリースし、ファレル・ウィリアムズ、Wizkid、ストームジーなどとコラボした。

### エヴリデイ・ライフ (2019年-2020年)

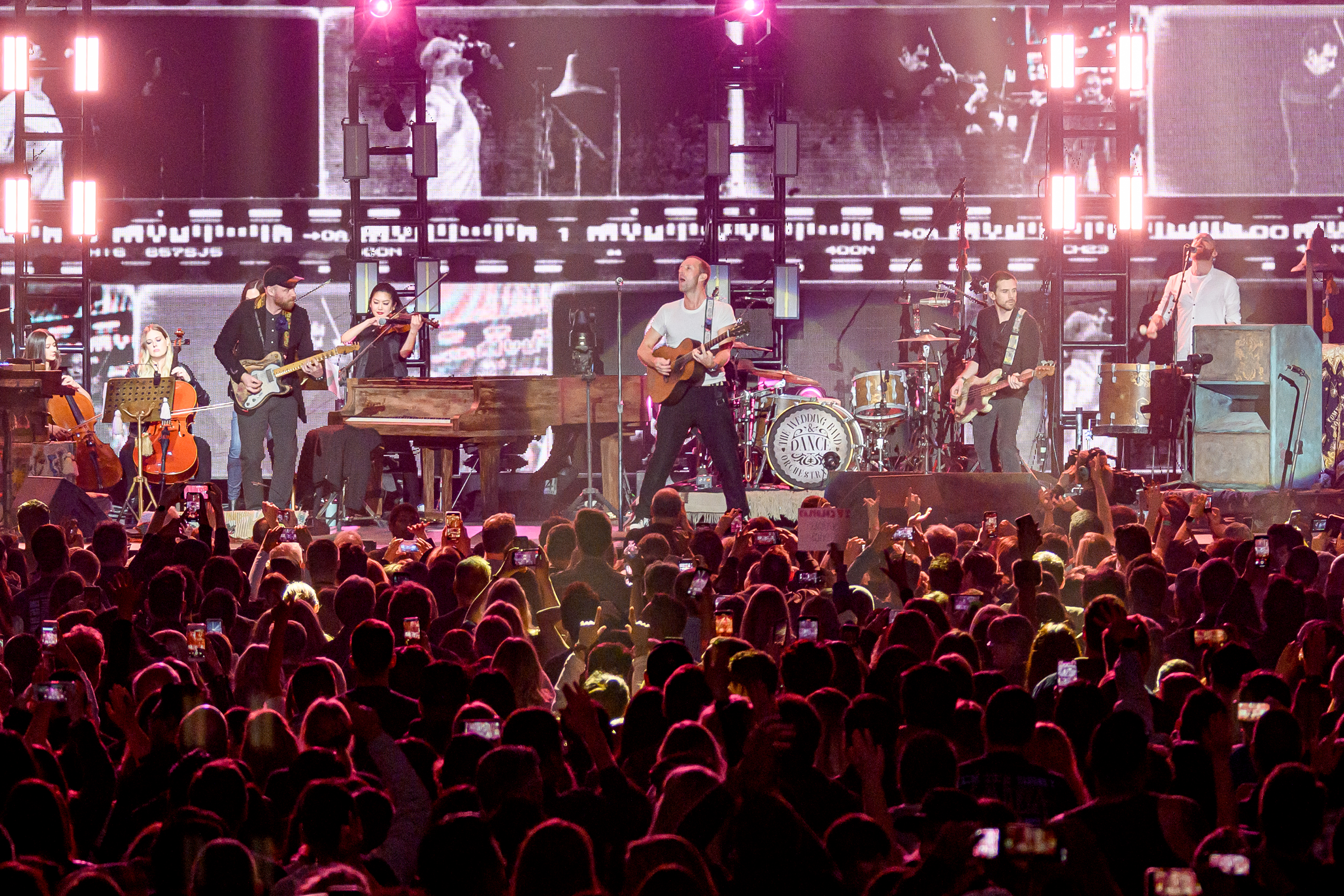
ALTer EGOコンサート出演時のパフォーマンス（2020年）

2019年9月、ファンに宛てた手紙の中で、8枚目となるスタジオアルバムの題が『エヴリデイ・ライフ』（Everyday Life）だと発表し、同年11月22日にリリースした。長年コールドプレイのプロデューサーを務めているリック・シンプソンらに加え、マックス・マーティンやジェイコブ・コリアーが制作に関わっている。同日には、リリースを記念してヨルダンの首都アンマンで開催するコンサートの模様がYouTubeで全世界に生配信された。イギリスで1位を記録し、90年代以降では、オアシスの記録を抜き8作連続1位を獲得した初のバンドとなった。また、本作は第63回グラミー賞の最優秀アルバム賞と最優秀レコーディング・パッケージ賞にノミネートした。
2020年3月には、NPRの『Tiny Desk Concert』に出演し、『エヴリデイ・ライフ』からの楽曲や故プリンスの楽曲「1999」など計5曲を披露した。

### ミュージック・オブ・ザ・スフィアーズ (2021年-現在)

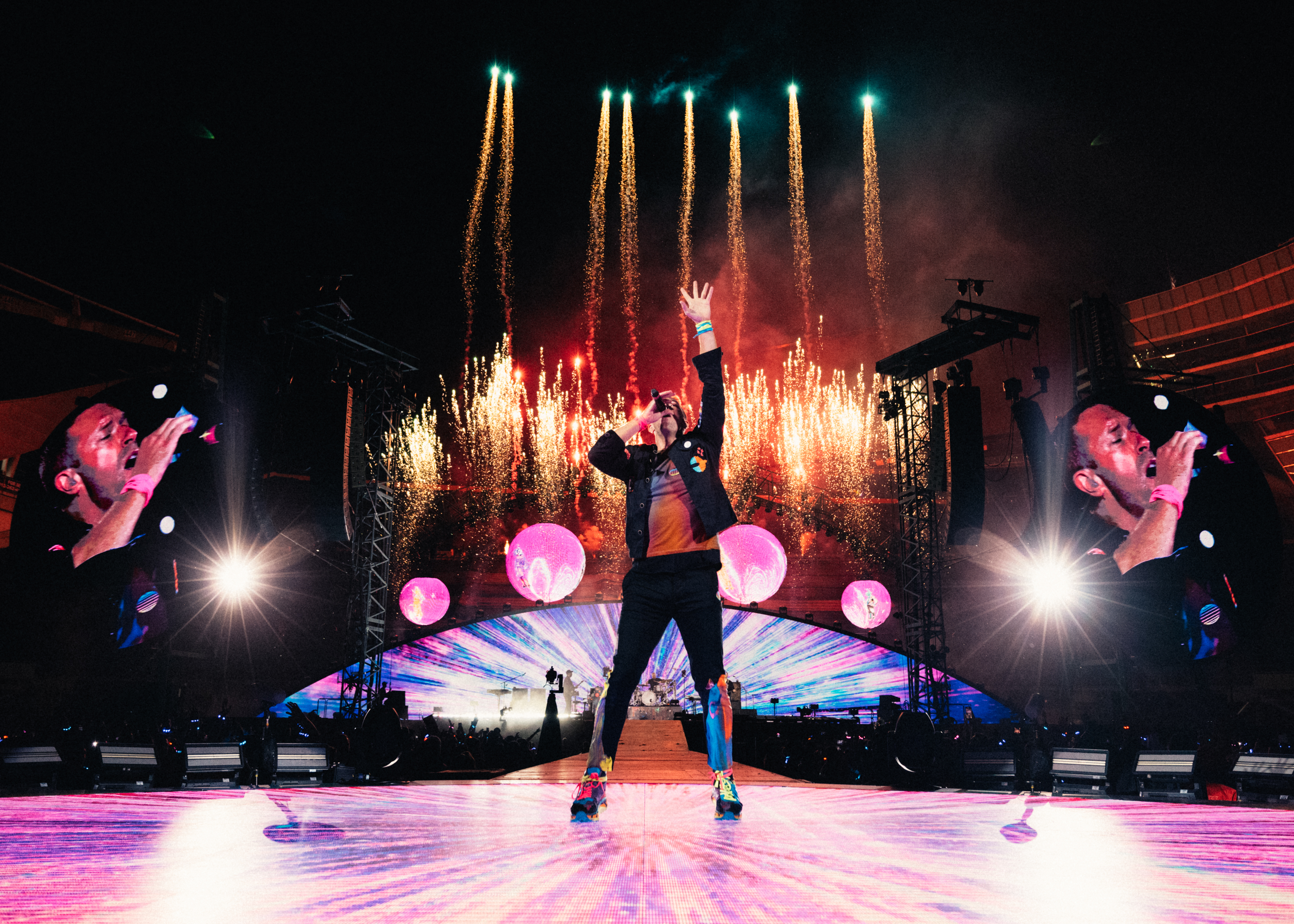
『Music of the Spheres World Tour』のタンパ公演（2022年）

2021年4月、新曲「ハイアー・パワー（Higher Power）」をリリース。同年9月、BTSとのコラボレーション曲「マイ・ユニヴァース（My Universe）」をリリース。同曲はアメリカのシングルチャートBillboard Hot 100で初登場1位を獲得した。
同年10月15日、9thスタジアアルバム『ミュージック・オブ・ザ・スフィアーズ』（Music of the Spheres）をリリース。リック・シンプソンやジョン・ホプキンス、マックス・マーティンらに加え、オスカー・ホルターが制作に参加している。イギリスでは初登場1位を獲得し、2019年発売のエド・シーランのアルバム『No.6 コラボレーションズ・プロジェクト』以降で最高初週売上を記録したアルバムとなった。本作は第65回グラミー賞の最優秀アルバム賞及び最優秀ポップ・ボーカル・アルバムにノミネートした。収録曲の「ハイアー・パワー」「マイ・ユニバース」もそれぞれ第64回、第65回グラミー賞にノミネートした。
アルバム発売前日の10月14日には、8度目のコンサートツアー『ミュージック・オブ・ザ・スフィアーズ・ワールド・ツアー』を発表した。2022年3月にコスタリカのサンホセで始まり、3大陸を訪れる予定で、今後さらにツアー日程が発表される。クリスはインタビューで、このツアーではコンサート参加者の動きによってコンサートに動力を与えるキネティック・フローリングやそれと同じ仕組みの自転車を採用することでショー全体が再生可能エネルギーで動くことを説明した。クリスは「ツアーを可能な限り環境面で持続可能なものにしたい」と語っている。
2022年10月には、『ミュージック・オブ・ザ・スフィアーズ・ワールド・ツアー』のブエノスアイレス公演のコンサート映像を81カ国で劇場公開した。2023年3月には、同コンサート映像作品を再び劇場公開することを発表した。昨年上映された時には観られなかった映像も盛り込まれるとのことで、舞台裏映像や新たなインタヴューも収録されている。4月19日に劇場公開される。

## 音楽性
コールドプレイはキャリアを通じて多くの音楽スタイルを探求しており、一般的にジャンルはオルタナティヴ・ロック、オルタナティブ・ポップ、ポップロック、ポスト・ブリットポップ、ソフトロック、ポップなどとされることが多い。2009年にグラミー賞の最優秀ロックアルバム賞を受賞した後、クリス・マーティンは受賞スピーチで、「ハードロック」に対して自分たちは「ライムストーンロック」だと冗談を交えて述べた。
特徴として、哀愁を帯びた美しいメロディー、繊細で壮麗なサウンド、叙情的で優しい歌声、メッセージ性に富む哲学的な歌詞、音楽性の変化や多彩さ、多幸感溢れるカラフルなライブなどが挙げられる。コールドプレイの音楽は、ボーカル/作曲/作詞を手がけるクリスの「尽きることのない感情表現の試行錯誤」であるとされる。コールドプレイのファンでもある松任谷由実は、「グルーミィなロンドンの雲を突き抜けて光が遠くまで届くような、寂寥感とそれを包み込むような優しさがこのバンドの特徴」とラジオで解説している。
クリエイティブ・ディレクターのフィル・ハーヴェイは、バンドを定義する曲として「Clocks」を選んでいる。
大きく分けると、コールドプレイは、1stアルバム『パラシューツ』（2000年発売）から3rdアルバム『X&Y』（2005年発売）まで、4thアルバム『美しき生命』（2008年発売）から7thアルバム『A Head Full of Dreams』（2015年発売）まで、8thアルバム『Everyday Life』（2019年発売）から現在まで、という3つの時期に区切ることができる。
これまでのコールドプレイのアルバムを辿ると、（特に4thアルバム『美しき生命』以降は顕著に）前作に対する反動が次の作品に表れるという傾向がある。静と動、内省と開放といった相反する性格を反復するサイクルのようだと評論家は分析している。

### 楽曲制作の方法
ベーシストのガイ・ベリーマンは、楽曲ができる前にバンドとしてタイトルやコンセプトを既に決めていることが多く、それが「テーマ的に作業できる枠組み」を提供する役割を担っていると語っている。2019年に行われたYouTube向けのインタビューで、ヴォーカルのクリス・マーティンは、自分たちの曲作りの方法を「一連のドア」と表現し、通常彼はギタリストのジョニー・バックランドに最初のアイデアを持ち込み、彼はそれに反対するか意見を言う。同じことがジョニー・バックランドからガイ・ベリーマン、そしてドラマーのウィル・チャンピオンにも起こり、各メンバーが芸術的に表現することを可能にする。しかし、このプロセスは必ずしも直線的ではないことが知られており、「Magic」や「Adventure of a Lifetime」などの曲では、ガイとジョニーのベースとギターのリフからそれぞれ始まっている。

## 音楽的ルーツ
コールドプレイは、オルタナティヴ・ロックを基調としつつ、エレクトロニカ、アンビエント、ポップ・ミュージック、ブラックミュージック、クラシックなど、多種多様なジャンルに影響を受けている。ジャンル区分が曖昧になり、ジャンルをまたいだ音楽スタイルが一般化していく現在の音楽シーンの潮流を象徴する存在である。
クリエイティブ・ディレクターのフィル・ハーヴェイによると、初期の頃は、U2、レディオヘッド、エコー&ザ・バニーメン、R.E.M.、ザ・フレーミング・リップスなど、コールドプレイのサウンドに多大な影響を与えた特定のバンドがいた。時が経つにつれて、メンバーはより幅広い音楽を好むようになった。文字通り何でも聴くようになり、すべてから影響を受けるようになったと語っている。
コールドプレイは、特にU2やレディオヘッドに強く影響を受けている。2006年には、ボーカルのクリス・マーティンは、U2について「自分が全ての作品を暗記している唯一のバンド」と記し、1991年に自身が14歳のときに当時発売されたばかりのU2の『アクトン・ベイビー』を聴いて衝撃を受け、半年に1枚のペースで過去のU2のアルバムを購入したことを明かしている。また、2008年には、クリス・マーティンは、「時々、彼ら（＝レディオヘッド）がナタで道を切り開き、僕らが後からやってきて、ショッピングモールを建てたように感じるんだ」「レディオヘッドの『OK コンピューター』と同じくらい良いものを書くためなら、僕はまだどんな犠牲も厭わないよ」と話し、自身が大きな影響を受けたレディオヘッドへのリスペクトを語っている
R.E.M.にも多大な影響を受けており、「僕たちはR.E.M.を崇拝しているんだ」「コールドプレイの曲の材料には、必ずR.E.M.がひとつまみ入っている」とクリス・マーティンは話している。トラヴィスやジェフ・バックリィは、初期のコールドプレイの作品に大きな影響を与えた。クリス・マーティンやメンバーは、a-haやブルース・スプリングスティーンの大ファンである。ビートルズやピンク・フロイド、デペッシュ・モード、オアシス、シガー・ロス、ミューズなどにも大きな影響を受けている。
クリス・マーティンは、ボブ・ディランや元ザ・ヴァーヴのリチャード・アシュクロフト、リアーナ、ジェイ・Z、元ザ・スミスのモリッシーなどへの称賛を語っている。一番好きなアーティストがボブ・マーリーだとも話している。
個別の楽曲では、「Yellow」はニール・ヤング、「The Scientist」はジョージ・ハリソン、「Clocks」はミューズ、「Fix You」はエルボーやジミー・クリフ、「A Sky Full of Stars」はケイティー・ペリーやニルヴァーナなどに影響を受けている。
クリス・マーティンは、幼少期に初めて好きになった曲として、a-haの「テイク・オン・ミー」とマイケル・ジャクソンの「バッド」を挙げている。また、子供の頃に映画『バック・トゥ・ザ・フューチャー』を見て、主人公のマーティ・マクフライがチャック・ベリーの「ジョニー・B.グッド」を演奏するシーンに感銘を受けたことで、バンドがやりたくなったと語っている。
2021年のインタビューでは、最も好きな曲として、ボーカルのクリス・マーティンは映画『オズの魔法使』の劇中歌であるジュディ・ガーランドの「虹の彼方に」、ギターのジョニー・バックランドはマッシヴ・アタックの「Teardrop」、ベースのガイ・ベリーマンはマーヴィン・ゲイの「悲しいうわさ」、ドラムスのウィル・チャンピオンはザ・ポーグスとカースティ・マッコールの「ニューヨークの夢」を挙げている。
ギターのジョニー・バックランドは、ザ・ストーン・ローゼズ、マイ・ブラッディ・ヴァレンタイン、U2などに強い影響を受けている。1960年代から90年代までの各年代別のプレイリストを公開し、ヴェルヴェット・アンダーグラウンド、キャロル・キング、ジョイ・ディヴィジョン、プリンス、トーキング・ヘッズ、ケイト・ブッシュ、ドナ・サマー、ビョーク、ビースティ・ボーイズなどの楽曲を選んでいる。
ドラムスのウィル・チャンピオンは、ボブ・ディラン、ニック・ケイヴ、トム・ウェイツ、アイルランド伝統音楽などを自身の原点として挙げている。好きなドラマーとしては、ジンジャー・ベイカー（クリーム）、ジョン・ボーナム（レッド・ツェッペリン）、デイヴ・グロール（元ニルヴァーナ）の名前を挙げている。
ブラックミュージックにも強く影響を受けている。クリスは、パブリックスクール時代には友人同士でブルースやR&B、ソウルミュージックのコピーバンドを組んでいた。当時のコピーバンドのメンバーで現在クリエイティブ・ディレクターを務めているフィル・ハーヴェイと共に当時夢中になった音楽として、クリスはR.E.M.、U2、ポリスなどのロックバンドの他に、モータウンを挙げている。
ベースのガイ・ベリーマンは、幼少期にスティーヴィー・ワンダーの「マイ・シェリー・アモール」を聴いたことがきっかけで、ソウルミュージックやファンク、モータウンに夢中になった。特に、ジェームス・ブラウン、マーヴィン・ゲイ、クール&ザ・ギャング、ファンク・ブラザーズらに影響を受けている。ガイは自分の音楽の好みを「まとめるのは難しい」としながらも、「ビートルズやモータウンなしでは生きていけない」と話している。尊敬するベーシストとしては、ジェームス・ジェマーソン、バーナード・エドワーズ、ポール・マッカートニーの名前を挙げている。
2008年にリリースされた4thアルバム『美しき生命』は、ビートルズ、アーケイド・ファイア、マイ・ブラッディ・ヴァレンタイン、ブラー、ヴェルヴェット・アンダーグラウンド、マイケル・ジャクソン、ジャスティン・ティンバーレイクなどに影響を受けている。クリス・マーティンは2008年のインタビューで「（『美しき生命』の制作をしていた）去年はマイケル・ジャクソンの音楽を一番聴いたんだ。特に『オフ・ザ・ウォール』をたくさん聴いたよ」と答えている。
ブラックミュージックのアーティストやプロデューサーとも積極的にコラボエーションを行っている。例えば、ビヨンセ、リアーナ、BTS、ジェイコブ・コリアー、ジェイ・Z、ビッグ・ショーン、ファレル・ウィリアムスなどのアーティストや、スターゲイト、メトロ・ブーミン、ティンバランド、マイク・ディーンなどのプロデューサーと楽曲をリリースしている。
エレクトロニカやアンビエント、EDMなどにも大きな影響を受けている。これまでに、ブライアン・イーノ、ジョン・ホプキンス、アヴィーチー、マデオン、ザ・チェインスモーカーズなどと楽曲でコラボレーションしている。自身の楽曲「Talk」では、クラフトワークの「Computer Love」をサンプリングしている。ブライアン・イーノは、アルバム『美しき生命』『Mylo Xtloto』にプロデューサーとして全面的に関わった。ジョン・ホプキンスは、『美しき生命』以降の多くの作品に参加している。アヴィーチーは、コールドプレイの楽曲「A Sky Full of Stars」「Hymn for the Weekend」　の制作に参加した。
4thアルバム『美しき生命 』以降の多くのコールドプレイの楽曲に携わっているジョン・ホプキンスは、「コールドプレイはとても実験的な音楽センスを持っている」「彼らは音楽の趣味がめちゃくちゃ広いんだ」と2013年のインタビューで語り、ボーカルのクリス・マーティンがバトルスとハドソン・モホークの大ファンであることを例に出している。
コールドプレイが長年タッグを組んでいる相手として、ダヴィデ・ロッシ、ビル・ラコー、リック・シンプソン、ダン・グリーンがいる。後者の3人は『Everyday Life』（2019）で「The Dream Team」と呼ばれており、4人とも『Viva la Vida or Death and All His Friends』以降、コールドプレイに携わっている。
クラシック音楽にも強く影響を受けている。クリス・マーティンは7歳からクラシックピアノを習っていた。クラシックやオペラのコンサートで姿を目撃されることもある。
賛美歌にも影響を受けている。クリスは「小さい頃はいつも教会にいたから、賛美歌をよく聞いていたんだ。僕たちの音楽の中にある根本的なものは、おそらくそこからきているのだろう」とインタビューで答えている

## ライブの特徴
コールドプレイは、レーザー、花火、紙吹雪、自動制御式のLEDリストバンドを駆使したビジュアル・ショーによって「ライトアップされた輝かしい壮大なライブツアー」を行うことで知られている。インタラクティブなLEDリストバンドは2012年にコールドプレイが初めて使用し、他のアーティストにも広めたとされているため、彼らのパフォーマンスの特徴的な部分と考えられている。
ライブアルバム『Live in Buenos Aires』（2018）をレビューした際、ピッチフォークのサム・ソドムスキーは、「21世紀の最も不朽のライブ・アクトの一つであるコールドプレイによる遺産を強く主張している」と述べ、ガーディアンのアレクシス・ペトリディスもバンドのセットリストを「いかにコールドプレイが巨大化し、そして巨大化し続けたかという強く気づかせる」と評した上で、この視点に同調している。両者は、ボーカルのクリス・マーティンが各楽曲の演奏の合間にしばしば一般客と交流していることについてもコメントしている。
2014年の『Ghost Stories Tour』では、Royal Albert HallやBeacon Theatreといった会場で親密なセットを披露した。コンサートでは、レーザーハープやリアクタブルなどの新機能を使用した。2019年の『Everyday Life』でも同様のアプローチがとられ、チャリティのための小規模な公演や、ヨルダンのアンマン城塞での特別ライブストリームが行われた。後者をレビューしたNMEのダン・スタッブスは、「ステージ上こそコールドプレイが生き生きとする場所であり、彼らが最も意味を成す場所だ」と評している。2022年にウィル・チャンピオンは、ザ・フレイミング・リップスのツアーについて「不思議な感覚と楽しさがあり、僕たちはそれにとても反応する」と述べ、コンサートがいかに楽しいものであるかという考えを形成する上で、ザ・フレイミング・リップスが重要であったと語っている。

## 業績/受賞歴
コールドプレイは21世紀で最も成功したバンドである。全世界で1億枚以上のアルバムを売り上げ、これまでリリースしたスタジオ・アルバム9作全てが全英アルバムチャートで1位を獲得している。9作以上のスタジオ・アルバムをリリースし、現在まで全英アルバムチャートで1位を逃したことのないアーティストは、歴史上コールドプレイのみとなっている。
グラミー賞では、2022年時点で39回のノミネート、うち7回受賞を果たしている。イギリスのグループにおけるグラミー賞の歴代最多受賞記録と最多ノミネート記録を保持している。主要部門では、「Clocks」で最優秀レコード賞、「Viva La Vida」で最優秀楽曲賞を受賞し、最優秀アルバム賞には3回ノミネートされている。
イギリス版グラミー賞とも称されるブリット・アワードでは、2022年現在、30回のノミネートから9回受賞している。グループとしての歴代最多受賞記録と最多ノミネート記録を持っている。また、史上初めて最優秀アルバム賞を3回、最優秀グループ賞を4回受賞したアーティストであり、この2部門の最多ノミネート記録も保持している。
2000年代にリリースした1stアルバム『パラシューツ』, 2ndアルバム『静寂の世界 (A Rush of the Blood to the Head)』、3rdアルバム『X&Y』はイギリス史上最も売れたアルバム50選 （2019年公式チャート発表） に選ばれ、アーティストとして単独最多のランクイン数を記録した。3rdアルバム『X&Y』と4thアルバム『美しき生命』 (Viva la Vida or Death and All His Friends)はそれぞれ2005年、2008年に世界で最も売れたアルバムとなった。4thアルバム『美しき生命』は、2000年代において世界で最もダウンロードされたアルバムでもある。
2010年代にリリースした5thアルバム『マイロ・ザイロト』、6thアルバム『ゴースト・ストーリーズ』、7th『ア・ヘッド・フル・オブ・ドリームズ』（A Head Full of Dreams）などの多くは、現在の世界のiTunesアルバムチャートで上位にランクインし続けており、2010年代屈指のロングセラー作品となっている。
2012年のロンドンパラリンピック閉会式のヘッドライナーに選ばれた。2013年にはフォーブスによって世界で最も影響力のあるイギリスの有名人に選ばれた。世界最大級の音楽フェスティバルであるグラストンベリー・フェスティバルのトリを歴代最多の5回務めている。コーチェラ・フェスティバルでも2005年にトリを務めている。 2016年の第50回スーパーボウルのハーフタイムショーでのパフォーマンスは、グループや男性アーティストとして史上最多の視聴者数を記録した。2016年から2017年まで行なわれたワールドツアー『A Head Full of Dreams Tour』は全122公演で約539万人を動員し、興行成績は5億2300万ドル以上で当時のコンサートツアー史上歴代3位を記録した。

## 影響/評価
コールドプレイは、21世紀のポピュラー音楽において最も影響力のあるアーティストの一つである。ポップ、R&B、ヒップホップ、ロック、エレクトロニカ、ラテン音楽、K-POP、J-POPなど、様々なジャンルの音楽に大きな影響を与えている。

### ライブ/ツアー
Veja誌のFelipe Branco Cruzは、コールドプレイは「アリーナロックの概念を再発明した」と述べている。彼らのライブパフォーマンスは、ファンを単なる観客ではなくライブの主人公に変え、ピンク・フロイド、クイーン、U2のようなグループが確立した「音楽を超越した」ショーの遺産を受け継ぐことになった。また、コンサートでのLEDリストバンドの普及もコールドプレイの功績である。レディー・ガガ、テイラー・スウィフト、ワンリパブリック、ザ・ウィークエンド、ジェイ・Zなど、コールドプレイの演出を取り入れたアーティストも多数存在する。
Le SoirのDidier Zacharieによると、『Music of the Spheres World Tour』（2022-23）が提案したエコロジー計画は、スタジアムツアーとしては「前例がない」とし、バンドが環境に優しいツアーの「青写真を描いた」と評価されている。2022年、世界最大級のライブ・エンタテイメント企業であるライブ・ネイションのLucy August-Pernaは、Coldplayはそれまでの5年間に同社が開発してきたフレームワークをさらに構築するのを手助けし、コールドプレイの成功事例と計画は、より多くのアーティストに「持続可能なツアーの選択肢を提供」するために標準化されるとコメントしている。Uproxxとビルボードは、コールドプレイがビリー・アイリッシュの『Happier Than Ever, The World Tour』とショーン・メンデスの『Wonder：The World Tour』のツアーに与えた影響について評価している。
ステージのLED機材のためのJohn Wiseman（Worldwide Sales社）、Frederic Opsomer（PRG Projects社）とのパートナーシップによる仕事は、「これまでに存在しなかった」製品を生み出すことになった。例えば、膨らませることができる立体的な球体は、通常のモデルを保管・運搬するために必要なスペースを劇的に縮小した。Opsomer氏は、コールドプレイのツアーのために開発されたカスタム技術は、ライブエンターテインメント業界において「数年後には当たり前のものになる」とも語り、この試みの「ビジョンとバックボーンを持っている」バンドへの感謝を語った。

## 政治/社会的姿勢
バンドの利益の10%を慈善団体に寄付している。コールドプレイは現在30以上の団体を支援している。アムネスティ・インターナショナルの支持者である。また、フェアトレード推進活動を支援し、スコットランドで行われた先進国首脳会議にむけて活動していたオックスファムの「Make Trade Fair」キャンペーンの参加者であった。クリスは実際の現場を見るために自らガーナやハイチにも行っている。「Make Poverty History」運動と提携し、そのキャンペーンに登場した。
バンド・エイドに参加している。LIVE 8、グローバル・シチズン・フェスティヴァルなどの慈善コンサートにおいて公演を行っている。グローバル・シチズン・フェスティヴァルでは、2015年から2030年までのフェスのキュレーターに就任した。2017年にはアリアナ・グランデがマンチェスター・アリーナの爆破事件を受けて開催し、事件の被害者とその家族を支援するための資金を集めた慈善コンサート「One Love Manchester」に出演し、アリアナ・グランデやリアム・ギャラガーと共演した。
イラク戦争と当時のブッシュ米大統領を強く批判し、民主党の大統領候補だったジョン・ケリーを支持した。2008年の大統領選では民主党から立候補したバラク・オバマを支持した。2015年にリリースされた楽曲「Kaleidoscope」では、当時のオバマ大統領が歌った「アメイジング・グレイス」がサンプリングされている。2015年にアメリカ初の黒人教会で起きたチャールストン教会銃撃事件で亡くなった州上院議員クレメンタ・C・ピンクニーの葬儀の際に、オバマは同曲を歌ったが、その時の歌声が楽曲「Keleidoscope」に使われている。
2020年のジョー・バイデンのアメリカ大統領選の勝利演説集会では、コールドプレイの「A Sky Full of Stars」が流された。バイデンの息子ポー・バイデンはコールドプレイのファンだったが、2015年に脳腫瘍で亡くなっている。「A Sky Full of Stars」は息子の1番好きな曲だった。ボーカルのクリス・マーティンは当時の彼の葬儀で、コールドプレイの楽曲「Til Kingdom Come」を演奏している。

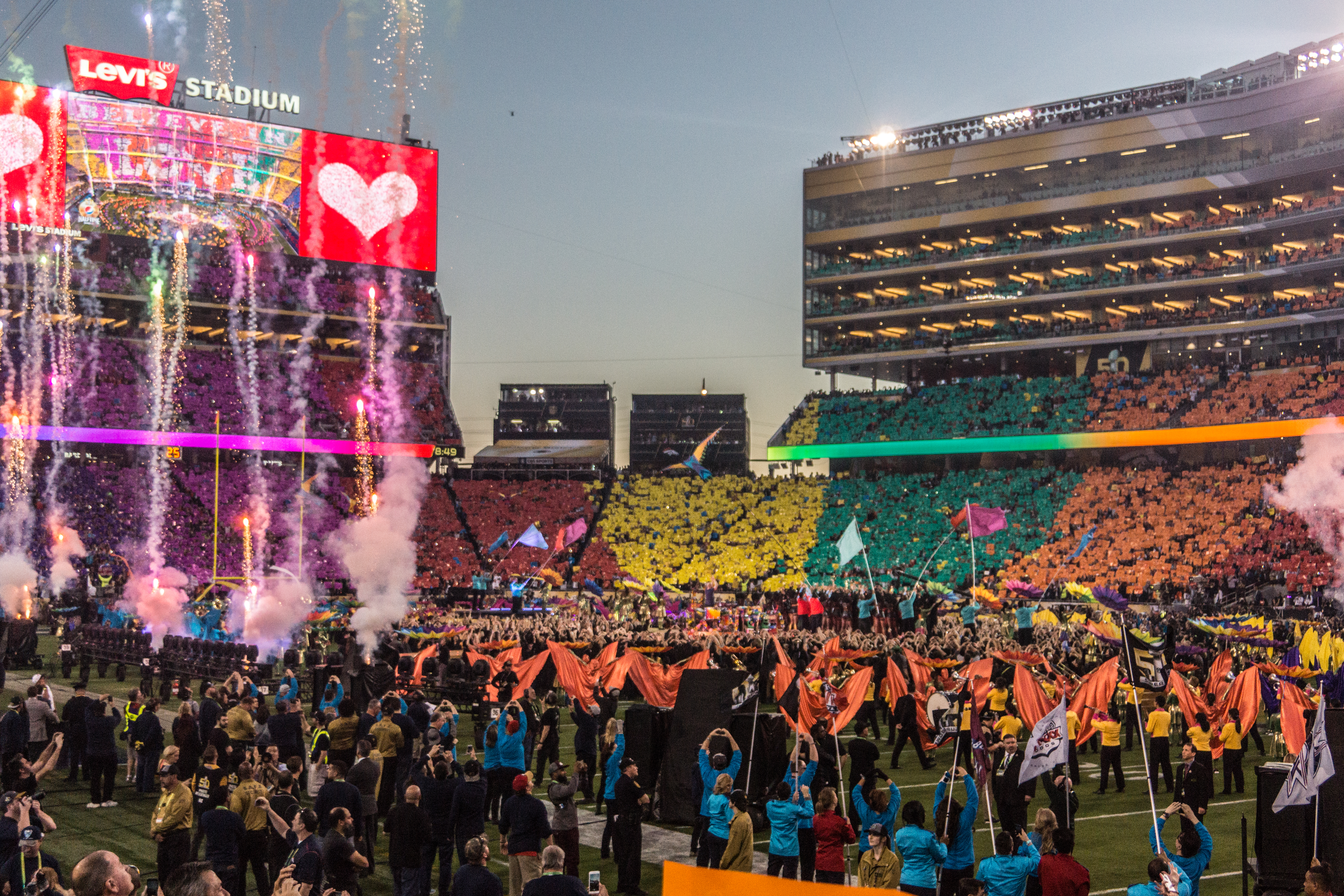
2016年の第50回スーパーボウルのハーフタイムショー

LGBTQコミュニティを支持しており、2016年の第50回スーパーボウルのハーフタイムショーでのパフォーマンスでは、ショーの最後の瞬間、観客が "Believe In Love" と書かれた虹色のプラカードをひっくり返す演出を行った。2021年にリリースされた楽曲「People of the Pride」は、ブラック・ライヴス・マターやゲイ・プライドといった社会運動からインスパイアされて作られた。
コールドプレイは2022年のブエノスアイレス公演でイラン人女優のゴルシフテ・ファラハニと共演して、抗議活動のアンセムとなっている曲「Baraye」を披露している。イランでは政府の基準に従ってヒジャブを着用しなかったとして「道徳警察」に首都テヘランで逮捕された22歳の女性マフサ・アミニが死亡したことを受けて、抗議活動が行われている。
近年は地球環境問題や気候変動への取り組みに力を入れている。2019年に自分たちが行うツアーの環境負荷を懸念し、「環境対策ができるまではツアーを中止する」と発表した。BBCの取材に対し、「今後1～2年かけて、地球環境を持続させるだけでなく、地球をより良くするための、ツアーのあり方を検討していく」と話した。2年後の2021年には、環境に配慮したワールドツアー『ミュージック・オブ・ザ・スフィアーズ・ワールド・ツアー』を発表した。2016年〜2017年に行なった前回のツアー『ア・ヘッド・フル・オブ・ドリームズ』ツアーの時と比較して、二酸化炭素の排出量を50%削減するほか、会場では、ほとんどすべての動力を再生可能エネルギーでまかなうと宣誓した。観客が動くことで発電するキネティックフローリングやソーラーパネルを会場に設置し、チケットが1枚売れるごとに木を1本植えるなど、様々な取り組みをしている。
「インクルーシブ＆アクセシブル」をテーマに、あらゆる人がライブを楽しめるように様々な取り組みを実施している。2021年にはツアーの全公演で聴覚障害者をサポートすると発表。コンサート手話通訳士を起用すると同時に、SUBPACという、振動を通して低音などを感じることができるウェアラブルベストを提供している。

## メンバー
- クリス・マーティン（Chris Martin） – ボーカル・ギター・ピアノ
- ジョニー・バックランド（Jonny Buckland） – ギター
- ガイ・ベリーマン（Guy Berryman） – ベース
- ウィル・チャンピオン（Will Champion） – ドラムス
- フィル・ハーヴェイ（Phil Harvey） – クリエイティブ・ディレクター
  - 1976年8月29日、イングランド西部のブリストルで生まれる[230]。コールドプレイのクリエイティブ・ディレクターを担当しており、初期はマネージャーを務めていた。「5人目のメンバー」と呼ばれる存在であり、ボーカルのクリスは「自分たちの中で最も重要なメンバー」と話したこともある[95]。クリスとはパブリックスクールからの親友で、「The Rockin' Honkies」というバンドに共に所属していた[136]。オックスフォード大学で西洋古典学を専攻していたが、中退してコールドプレイのマネージャーを務めることになった[231]。過労などの理由で、3rdアルバム『X&Y』前後にバンドを離れていたが、その時期についてフィルは、ライブのデザイン、ビデオの制作、A&R、「ただ隙間を埋めるようなこと」を発見することを含む「役に立つことを学んだ」と話している[232]。4thアルバム『美しき生命』の制作時期からクリエイティヴ・ディレクターとしてバンドに復帰している[233]。

## ディスコグラフィ

### スタジオ・アルバム
- 『パラシューツ』 - Parachutes (2000年)
- 『静寂の世界』 - A Rush of Blood to the Head (2002年)
- 『X&Y』 - X&Y (2005年)
- 『美しき生命』 - Viva la Vida or Death and All His Friends (2008年)
- 『マイロ・ザイロト』 - Mylo Xyloto (2011年)
- 『ゴースト・ストーリーズ』 - Ghost Stories (2014年)
- 『ア・ヘッド・フル・オブ・ドリームズ』 - A Head Full of Dreams (2015年)
- 『エヴリデイ・ライフ』 - Everyday Life (2019年)
- 『ミュージック・オブ・ザ・スフィアーズ』 - Music of the Spheres (2021年)
- 『ムーン・ミュージック』 - Moon Music (2024年)

## ツアー/日本公演

### ワールドツアー
| 回  | ツアー名                         | 日程        | 対応アルバム                                        |
| --- | -------------------------------- | ----------- | --------------------------------------------------- |
| 1st | Parachutes Tour                  | 2000-2001年 | 1stアルバム『パラシューツ』                         |
| 2nd | A Rush of Blood to the Head Tour | 2002-2003年 | 2ndアルバム『静寂の世界』                           |
| 3rd | Twisted Logic Tour               | 2005-2007年 | 3rdアルバム『X&Y』                                  |
| 4th | Viva La Vida Tour                | 2008-2010年 | 4thアルバム『美しき生命』                           |
| 5th | Mylo Xyloto Tour                 | 2011-12年   | 5thアルバム『マイロ・ザイロト』                     |
| 6th | Ghost Stories Tour               | 2014年      | 6thアルバム『ゴースト・ストーリーズ』               |
| 7th | A Head Full of Dreams Tour       | 2016-2017年 | 7thアルバム『ア・ヘッド・フル・オブ・ドリームズ』   |
| 8th | Music of the Spheres World Tour  | 2022年-現在 | 9thアルバム『ミュージック・オブ・ザ・スフィアーズ』 |

ワールドツアーでは、対応するアルバムの収録曲に加えて過去の代表曲などを網羅したようなセットリストが組まれることが多い。

### 日本公演
| 年     | 公演・フェス                    | 日程    | 会場                                 |
| ------ | ------------------------------- | ------- | ------------------------------------ |
| 2000年 | SUMMER SONIC '00                | 8月5日  | 富士急ハイランドコニファーフォレスト |
| 2002年 | 招待制シークレット公演          | 12月6日 | 東京・新宿LIQUIDROOM                 |
| 2003年 | FUJI ROCK FESTIVAL '03          | 7月26日 | 新潟・苗場スキー場                   |
| 2005年 | FUJI ROCK FESTIVAL '05          | 7月29日 | 新潟・苗場スキー場                   |
| 2006年 | Twisted Logic Tour              | 7月15日 | 大阪・インテックス大阪5号館          |
| 2006年 | Twisted Logic Tour              | 7月17日 | 名古屋・レインボーホール             |
| 2006年 | Twisted Logic Tour              | 7月18日 | 東京・日本武道館                     |
| 2006年 | Twisted Logic Tour              | 7月19日 | 東京・日本武道館                     |
| 2008年 | SUMMER SONIC '08                | 8月9日  | 大阪・舞洲特設会場                   |
| 2008年 | SUMMER SONIC '08                | 8月10日 | 千葉マリンスタジアム                 |
| 2009年 | Viva la Vida Tour               | 2月11日 | さいたまスーパーアリーナ             |
| 2009年 | Viva la Vida Tour               | 2月12日 | さいたまスーパーアリーナ             |
| 2009年 | Viva la Vida Tour               | 2月14日 | 神戸・ワールド記念ホール             |
| 2009年 | Viva la Vida Tour               | 2月15日 | 神戸・ワールド記念ホール             |
| 2011年 | FUJI ROCK FESTIVAL '11          | 7月29日 | 新潟・苗場スキー場                   |
| 2014年 | Ghost Stories Tour              | 6月12日 | TOKYO DOME CITY HALL                 |
| 2017年 | A Head Full of Dreams Tour      | 4月19日 | 東京ドーム                           |
| 2023年 | Music of the Spheres World Tour | 11月6日 | 東京ドーム                           |
| 2023年 | Music of the Spheres World Tour | 11月7日 | 東京ドーム                           |